# Via Agrippa (Saintes-Lyon)
La Vía Agripa (Saintes-Lyon) es parte de uno de los cuatro caminos principales de la red de Agripa, establecido por los romanos de Lugdunum, la antigua capital de la Galia, bajo la dirección de Marco Vipsanio Agripa, general y yerno de Augusto, del año 27 a. C.
Esta ruta, que está en la Tabula Peutingeriana, que une Lyon (Lugdunum) con Saintes (Mediolanum Santonum) en Clermont-Ferrand (Augustonemetum) y Limoges (Augustoritum).
Esta ruta lleva el número VR 27 entre Saintes y Limoges en la numeración de las vías romanas en Francia (K.Miller, siglo XIX)..

## Historia
La pista fue diseñado y construido por  Agripa, en el siglo I para establecer un vínculo entre Lyon y Saintes. Así, Lyon estaba en la encrucijada de cuatro rutas: Lyon-Boulogne, Lyon-Colonia, Narbonnaise a lo largo del Valle del Ródano, y Lyon-Saintes.
Las carreteras se quedaron sin mantenimiento ya desde el siglo V, pero esta vía es todavía muy visible, bien cubierta por algunos tramos de carreteras del condado, bien como camino rural que va directamente a través de campos y bosques.
A veces ha tomado el nombre de chemin des Romains o Chemin Chaussé

## Itinerario
- Por carreteras, caminos existentes o inexistentes:

Desde Lyon y Limoges - Aixe-sur-Vienne , Les Bouchats, Saint-Auvent,  bosque de Rochechouart, D.208, Petit Land (Norte Rochechouart ), Chassenon,  vadeo del Soutière, al nordeste de pico Saint-Quentin-sur-Charente y Suris, la  Pouillerie, Mazières, Margnac y les Granges.
- Por las carreteras departamentales 45, 119, 188, 55, 159 y caminos rurales entre los tramos cubiertos por las carreteras departamentales:

Coulgens - (... 10 km ...) - Basse - 4 km - Teatro galorromano Bouchauds - San Cybardeaux -  Rouillac - 4 km - Les Villairs - 6 km -entre Rulle y Herpes 3 km - San Severo - 6 km - va al norte de Cherves, al Ferry- Chez Trocada - 1 km - Le Chausset - 2 km - Chez Jouannais - 2 km - Pidou - 2 km - Saint-Sauvant -6 km - Saintes.

## Descripción, etapas
Esta carretera es de orientación casi constante del este al oeste, la mayoría de las veces en línea recta, desde Lyon, Feurs y Limoges. Es posible que esta ruta haya absorbido todo o parte de un camino galo preexistente y que, por lo tanto, fuera una vía prerromana que los colonizadores habrían modernizado en la época del emperador Augusto.
Según se viene de Limoges, la Via Agrippa cruza el departamento francés de Vienne hacia Aixe-sur-Vienne. El conocimiento de esta parte es escaso. Pasaría ligeramente al sur de Cognac-la-Forêt y cerca de Rochechouart. Los restos son todavía visibles en Saint-Auvent, pero parece ser que esta parte no es el camino Agripa, sino un camino galo-romano secundario tardío, la red de «viae Vicinalae», conexión de red secundaria con grandes vías romanas de circulación.

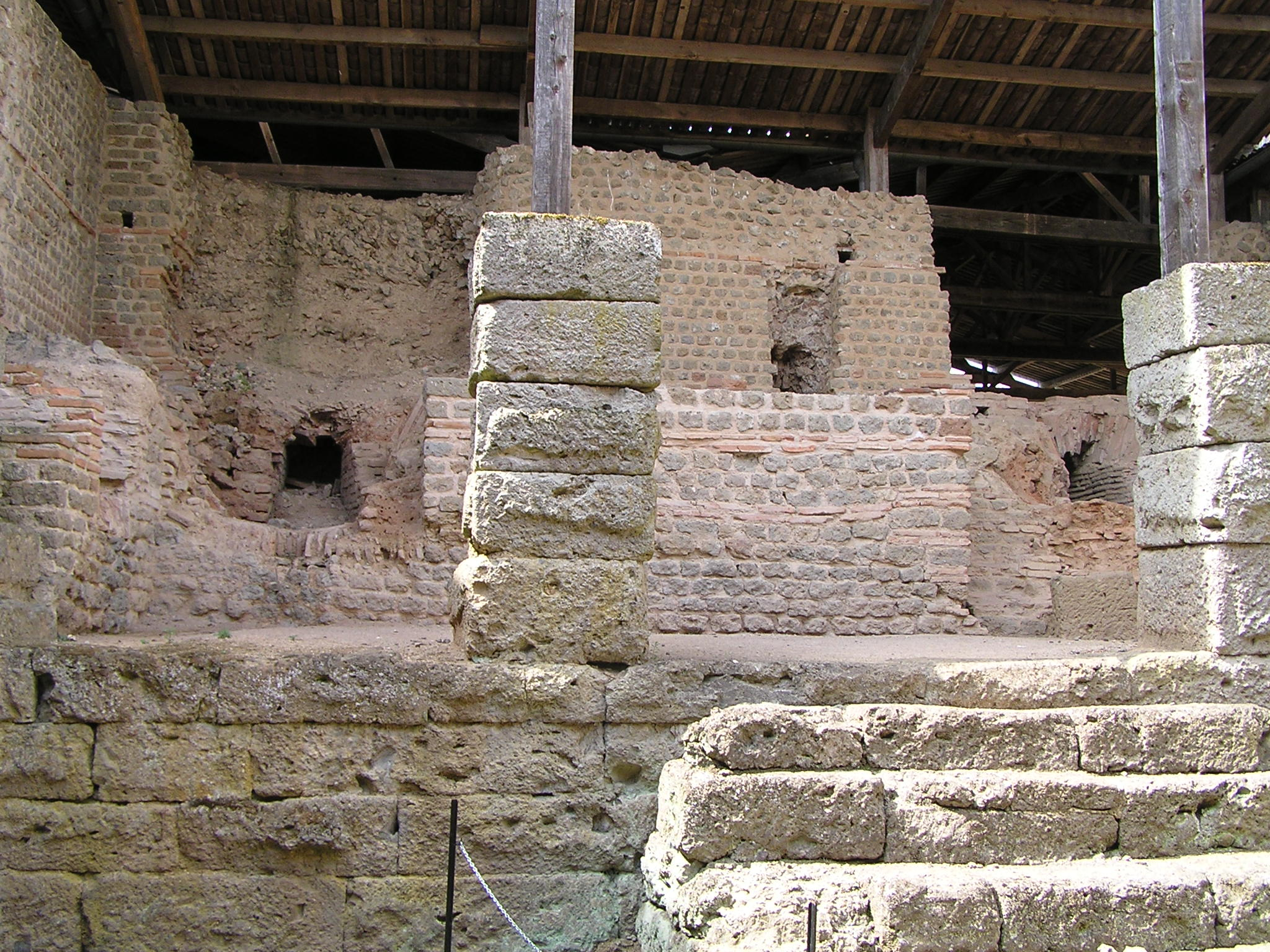
Las termas de Chassenon

La vía de Agrippa entra en el departamento de Charente y conduce a la ciudad de Chassenon que corresponde a la antigua Cassinomagus donde había un monumental complejo galo-romano que se estableció entre el siglo I y el siglo IV. El camino daba acceso a este antiguo complejo por el sur.
Situado en una meseta bordeada por el Vienne, el antiguo Cassinomagus, indicado en la Tabla de Peutinger, era una aglomeración urbana secundaria ubicada en el territorio de  Lemovia. Es conocida por sus  baños termales y su ubicación geológica en el centro del impacto de un asteroide de 20 km de diámetro que formó el cráter Rochechouart que proporciona una piedra de construcción muy especial (brecha verde).
El camino luego cruza el río La Graine en el molino de la Soutière y pasa al nordeste de Saint-Quentin-sur-Charente, por los campos llamados todavía en el siglos XIX y XX lous chiamps roumis. En esta cresta, línea de partida de las aguas del Loire-Charente, la vía Agripa también cruza otro camino antiguo que lleva dirección de sur a norte llamado chemin ferré, desde Périgueux a Poitiers y que pasa por Nontron, Videix, La Péruse y  Charroux. La parcela donde se encuentra este cruce todavía lleva el nombre de les Chaussades, en la comuna de Suris.
En Saint-Quentin-sur-Charente, existe también un cruce con la carretera secundaria Limoges-Angulema, también llamada «Camino de los Ingleses» , que se dirige al suroeste, hacia  Mouzon, l'Arbre,  Saint-Sornin, Vilhonneur, Pranzac, y el Queroy para entrar a Angulema por la Bussatte.
Hacia Mazières se bifurca el antiguo itinerario, la de la tabla de Peutinger por Aulnay-de-Saintonge, la antigua Aunedonnacum (ver más abajo ). Al descender de las colinas de arcilla de Charente, atraviesa zonas de piedra caliza cerca de Fraudes entre Taponnat y Chasseneuil-sur-Bonnieure, la vía de Agripa aparece más claramente con grandes líneas rectas, también porque es de una sección más moderna dibujada por los romanos en dirección a Saintes.

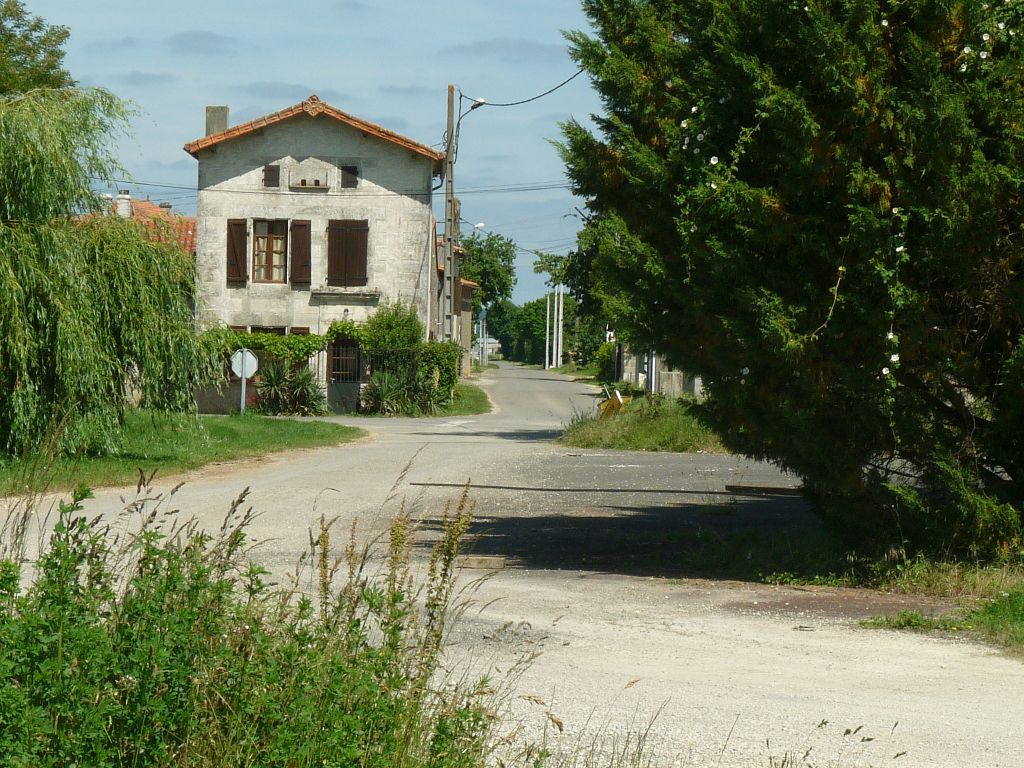
Cruce en l'Aiguille

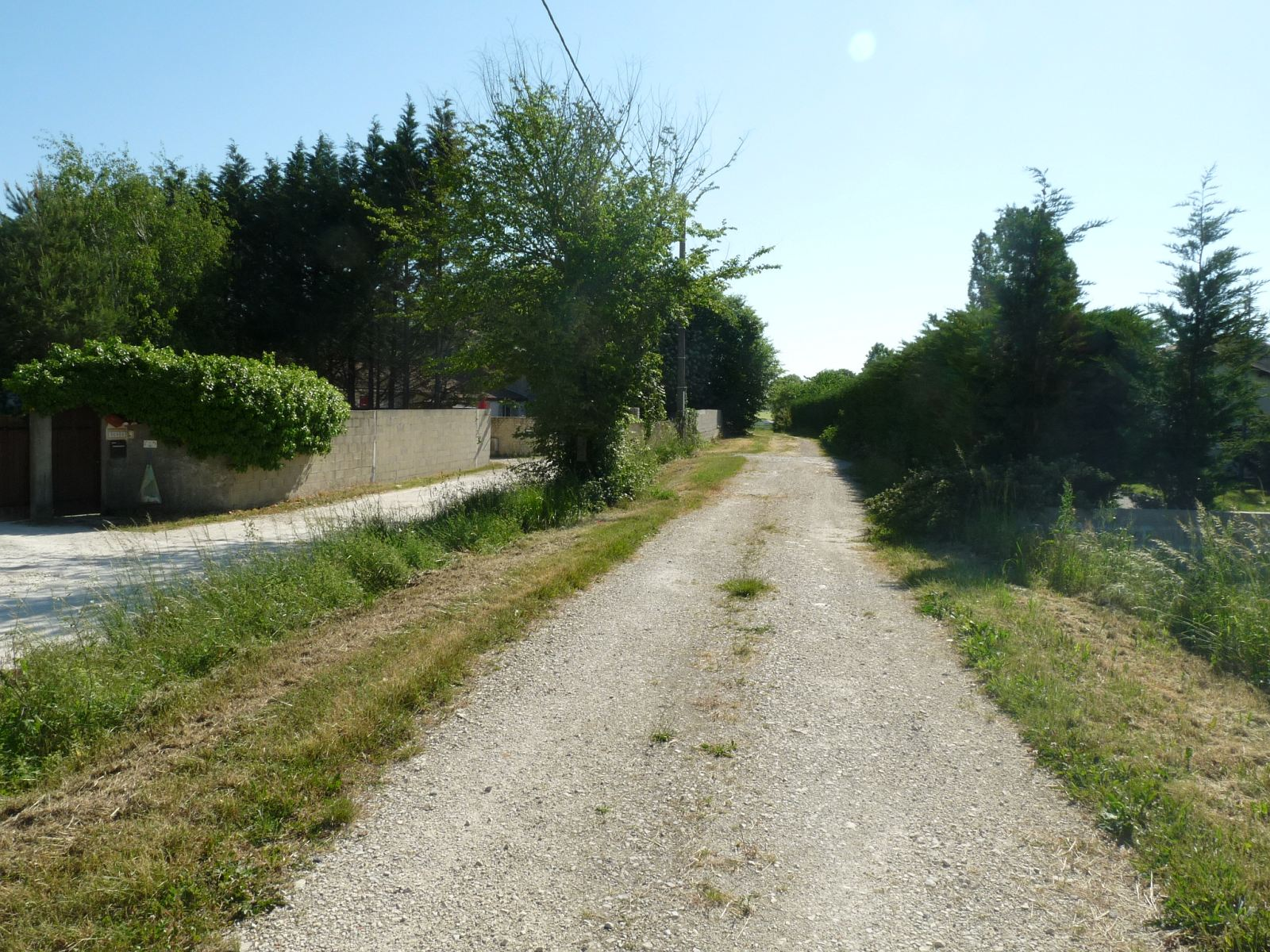
La vía en la entrada este de Villejoubert

Al oeste de Coulgens, en un lugar llamado l'Aiguille, el camino pasa atraviesa una vía secundaria, la ruta Angoulême-Bourges y pasa por Brigueuil, Bellac, Argenton e Issoudun
La ruta pasa al norte de Tourriers por Villejoubert, luego cruza Montignac-Charente, justo después de cruzarse cerca de Saint-Amant-de-Boixe con otra vía romana, la vía Perigueux-Poitiers que pasa por Bouëx, la Simarde, y se dirige hacia Mansle, Ruffec y Rom, y llamada localmente Chaussée o Chemin de Sers , o Chaussada
La siguiente estación, Germanicomagus, erróneamente deletreado "Sermanicomagus" en los documentos cartográficos,  fue un paso importante mencionado en la Tabla de Peutinger. El teatro galo-romano de Le Bouchaud representa solamente una parte del lugar, que también incluye un santuario con al menos dos templos, los restos de un acueducto y un conjunto de hábitats que aún no han sido explorados. La vía romana cruza este lugar procedente de Iculisma en Angoulême y se fue dirigía hacia Aunedonnacum, la actual de Aulnay-de-Saintonge(16) .
Luego se dirige hacia Saint-Cybardeaux y Plaizac, donde el Bois de la Grande Borne es un topónimo revelador.
Una vía pavimentada cruza de norte a sur, en Courbillac, una zona de implantación de los francos, como Rulle y Macqueville que están muy próximas, donde se encontraron 1800 tumbas de francos en 1886 a lo largo de este trozo de la vía.

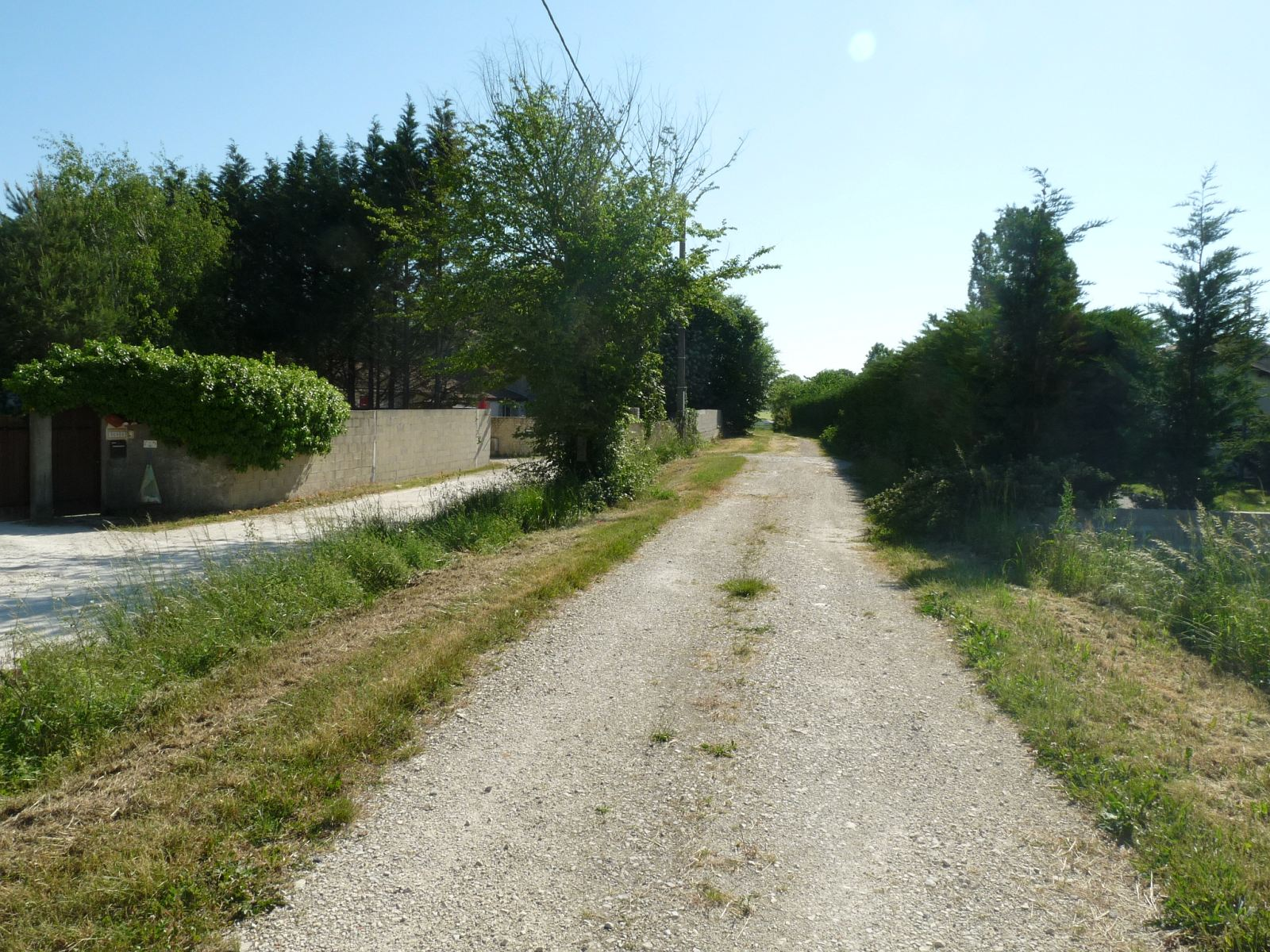
La vía a la entrada este de Villejoubert

Más adelante, en su tramo recto a  Saint-Sauvant en Charente-Maritime, unas veces el camino está tapado por carreteras secundarias, otras se interna a través de los bosques, señalada bajo el letrero chemin des Romains. Pasa por Sainte-Sévère, donde se encuentran los restos de un campamento fortificado romano situado a 150 m al sur de la vía, al norte de Cherves; posteriormente cruza el río Antenne por el «Pont de Saint-Sulpice».
La vía sigue por la margen derecha, en Charente-Maritime por Saint-Sauvant y desemboca en Saintes, antigua Mediolanum Santonum, por el «arco de Germánico», que marca la entrada sobre Charente; la ciudad galo-romana se encuentra en la otra margen.
Se construyeron gran cantidad de villas romanas a lo largo de la vía, de tal modo que  Rouillac se nombró por un cierto «Rullus», que habría construido una villa al borde de la calzada romana, y Chérac por el propietario galo romano «Carius». Lo mismo pasa con Sonneville. Esos topónimos de lugares llamados por nombres germánicos deformados indican las instalaciones francas en el siglo VI: Macco, asentado en Macqueville, Emmo en Anville Bradher en Breville. La presencia de estos cristianizados francos explica la existencia en la Iglesia de Herpes en Courbillac de un baptisterio del siglo VI.

## Miliarios
Se han encontrado algunos hitos en las ciudades fronterizas de Cherves-Richemont y Saint-Sulpice-de-Cognac en la Charente y siempre en St. Sulpice, en el límite de la Charente-Maritime, en un lugar llamado Chez Rateau. En el siglo XIX, el  abad Michon detectó un objeto en el fondo de una zanja un objeto de forma cilíndrica y una base cuadrada, justo al este del estanque Solençon (límite entre Cherves-Richemont y Sainte-Sévère)..
Estos límites se numeraron en «ligas galas», como en toda Aquitania, por lo que el valor fue de 2,44 km o 2,22 km si se romanizó, y no en millas romanas como en otras provincias del Imperio Romano y de los cuales el valor fue 1.48 km.

## Mapa de Peutinger
La tabla Peutinger hace pasar, o parece que pasa, la ruta Limoges-Saintes por Aunedonnacum, actual ciudad de Aulnay-de-Saintonge. Era la antigua calzada romana antes de que Agripa estableciera la ruta directa para unir Lugdunum con Mediolanum Santonum a través de Semanicomagus. Esta antigua carretera gala, que se bifurca desde la carretera de Agrippa al este de Chasseneuil, pasaba por Chasseneuil-sur-Bonnieure, Mansle, Charmé.
Se puede leer en el mapa: 
```

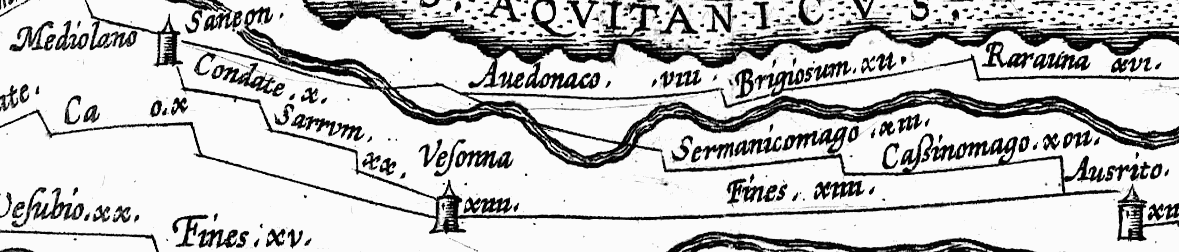

 Mediolano Santon.____Avedonaco____Sermanicomago__XIII__Cassinomago__XVII__Ausrito
```

La distancia entre Mediolanum Santonum (Saintes) y Avedonacum (Aulnay) es desconocida así como entre Avedonacum y Sermanicomagus; la distancia entre Sermanicomagus a Cassinomagus (Chassenon) es conocida y mide 13 leguas y 17 leguas entre Cassinomagus y Augustoritum (Limoges) lo que permite localizar, más o menos y a pesar de los errores, cada una de estas etapas ya que, según Jacques Dassie debe decir: 
```
 Mediolano Santon.__XVI__Avedonaco__XVII__Sermanicomago__XXII__Cassinomago__XVII__Ausrito      donde una 
legua
= 2,44 
km
[
12
]
```

La estación Sermanicomagus (o Germanicomagus si tiene un error del copista estarían en efecto en la sección entre Chassenon y Aulnay. Jacques Dassié lo ubica en Terne mientras que el Abad Michon la localiza en Charmé. El teatro galo-romano Bouchauds no estaría en Sermanicomagus. Esta aglomeración galo-romana, contemporánea de Iculisma (Angoulême), pasó a tener el grado de Intersección vial al estar ubicada en la intersección de una pista procedente de Iculisma con el Camino de Agripa, si bien todavía no está identificada formalmente.
Las distancias de la tabla de Peutinger, al igual que las de los hitos , se expresan en las leguas galo-romanas, como en todos los de Aquitania y nó en leguas romanas.

## Antigua variante de Aulnay
En 1840, el Abbé Michon reconoció que se destaca del camino de Agripa en Mazières , y del cual hay muy pocas huellas. Se lo conocía como la Vía Romana en las comunas de Lussac y Chasseneuil , y se habían encontrado restos (pavimentados, villas), especialmente en el Terne ( Luxé ) o Charmé donde se ubicaría Sermanicomagus (ver arriba) .
En Aunedonnacum ( Aulnay ), el camino se une al que viene de Limonum ( Poitiers ) para ir hacia Mediolanum Santonum ( Saintes ).
Para AF.Rievre, esta variante es completamente imaginaria, al menos entre Terne y Aulnay.
- Ver el trazado en Google Maps[18]